# 張延通
張延通（？—969年），潞州潞城县人，北宋将领。
後周右金吾衛上将軍張彦成的儿子。以父蔭任供奉官。宋初担任通事舍人，转为東上閤門副使。後蜀滅亡後，鎮压蜀地之乱，在开宝年间为西川兵馬都監，与丁德裕、王班、張嶼一起镇守蜀地。丁德裕独断专行，张延通当面非難，丁德裕于是怀恨。丁德裕与張嶼不合，张延通为他们和解，丁德裕怀疑張延通和張嶼是同党，更加不高兴。開宝二年（969年），張嶼先回開封，宋太祖趙匡胤賜与丰厚。张延通、丁德裕相次回京，宋太祖召张延通询问，对待丁德裕稍薄。丁德裕恐惧怀疑，上告張延通不法，指责他和張嶼結成朋党。趙匡胤将張延通、張嶼、王班送往御史台审讯，張延通等人招供。趙匡胤想要宽免他们而亲自询问，張延通回答抗言不逊，于是将張延通处斬。張嶼、王班、宦官王仁吉受杖刑，張嶼流配沙門島，王班流放许州，王仁吉降为西窑务。